# Álvaro de Aguilar
Álvaro de Aguilar y Gómez-Acebo (Madrid, 28 de diciembre de 1892 - 22 de febrero de 1974) fue un diplomático español, secretario del Comité Olímpico Español entre 1916 y 1919 y presidente del Athletic de Madrid entre 1919 y 1920.

## Biografía
Tercero hijo de Alfonso de Aguilar y Pereira (Filipinas, 1858 - 1928), I conde de Aguilar, y de su mujer Manuela Gómez-Acebo y Cortina, hermana del III marqués de Cortina y tía-abuela paterna de Margarita Gómez-Acebo y Cejuela.
A comienzos del siglo XX, el fútbol no era aún un deporte profesional en España. En abril de 1919, al dimitir Julián Ruete de la presidencia del Atlético de Madrid (entonces Athletic de Madrid), equipo que seguía estando vinculado al Athletic de Bilbao, Álvaro de Aguilar fue elegido para sustituirle.
Tan sólo estuvo una temporada en el cargo, dado que en 1920 presentó su dimisión, al ser trasladado a la Embajada de España en Bélgica, desde la que colaboró en la organización de los Juegos Olímpicos de Amberes 1920. Tras su marcha, Ruete retornó a la presidencia.
Posteriormente tendría diversos destinos en el cuerpo diplomático, entre ellos, y en 1936, Embajador de España en la República de Irlanda.
Casó en 1949 con María de Montserrat de Castro y Lombillo (? - 4 de diciembre de 1983), nieta materna del III conde de Casa Lombillo, y tuvo:
- Paloma de Aguilar y Castro, casada en Madrid, en la Capilla del Cristo de la Salud, en 1949 con Eulogio Gómez-Trenor y Fos (1923 - Valencia, 1 de enero de 2004), con descendencia
- África de Aguilar y Castro (? - Madrid, 7 de abril de 2015), casada en Madrid, Madrid, en la Iglesia del Santísimo Cristo de la Salud, en 1946 con su primo-hermano Ignacio de Aguilar y Otermín (? - 26 de septiembre de 1993), nieto paterno del I conde de Aguilar, con descendencia
- Patricio de Aguilar y Castro, casado en Madrid el 22 de mayo de 1971 con Isabel de Carvajal y Fernández de Córdova (Madrid, 19 de noviembre de 1948), hija del XXII conde de Aguilar de Inestrillas, con descendencia
- María del Carmen de Aguilar y Castro (? - accidente, 1 de marzo de 1970), casada con Álvaro Milans del Bosch Huelín, con descendencia